# アカバナシモツケソウ
アカバナシモツケソウ（赤花下野草、学名：Filipendula multijuga var. ciliata ）はバラ科シモツケソウ属の多年草。シモツケソウの高山型変種。

## 分布と生育環境
本州の中部地方、関東地方に分布し、亜高山帯から高山帯の草原や稜線などに自生する。

## 特徴
高さは30cmから70cmくらい。葉に長い葉柄があり、茎に互生し、頂小葉は掌状に5から7裂する。葉柄にある側小葉は数対つき、葉柄の付け根にある托葉は茎を耳状に抱く。花期は7月から8月で、ピンク色の小さな5弁花を散房状につける。

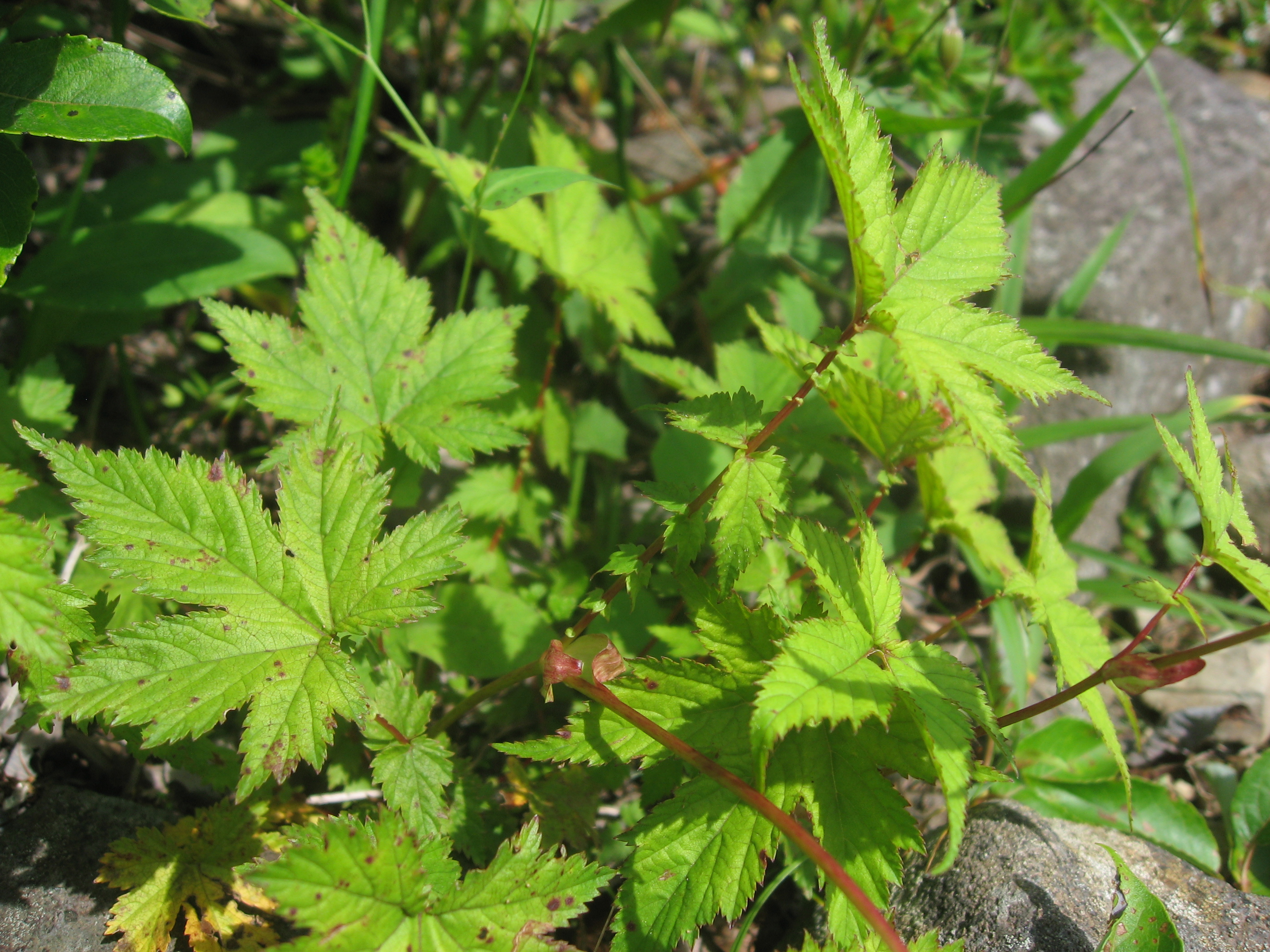
掌状の頂小葉（直径10cm程度）、葉柄にある側小葉、葉柄の付け根にある托葉

## 近縁種
シモツケソウは本州の関東地方以西、四国、九州に分布。コシジシモツケソウは本州の中部地方、東北地方の日本海側に分布。エゾノシモツケソウは北海道に分布する。キョウガノコは古くからの園芸種。花、葉ともよく似るが、それぞれ分布域と生育環境が異なる。花の色が白色で大型のオニシモツケは北海道、本州の中部以北に分布する。
- シモツケソウ（下野草）　Filipendula multijuga
- コシジシモツケソウ（越路下野草）　Filipendula auriculata
- エゾノシモツケソウ（蝦夷下野草）　Filipendula glaberrima
- キョウガノコ（京鹿の子）　Filipendula purpurea
- オニシモツケ（鬼下野）　Filipendula camtschatica